# Jigme Namgyal
Jigme Namgyal (1825 - 1881) foi um Desi Druk do Reino do Butão, reinou por três vezes, a primeira de 1870 a 1873, da segunda de 1877 a 1878 e da terceira de 1880 a Julho de 1881. Da primeira vez foi antecedido no trono por Tsondru Pekar, tendo-lhe seguido das duas vezes Kitsep Dorji Namgyal. No terceiro reinado foi sucedido por Lam Tshewang.